# إلمر دبليو. هاريس
إلمر دبليو. هاريس (بالإنجليزية: Elmer W. Harris)‏ هو ضابط أمريكي، ولد في 22 يوليو 1925، وتوفي في 16 أكتوبر 1956.